# Aravane Rezaï
Aravane Rezaï (Saint-Étienne, 14 maart 1987) is een voormalig professioneel tennisspeelster uit Frankrijk, van Iraanse afkomst. Zij werd prof op 1 januari 2005 en debuteerde dat jaar in de WTA-tour op Roland Garros.
Rezaï wist vier toernooien in het enkelspel te winnen op de WTA-tour. Haar beste resultaat op de grandslamtoernooien is het bereiken van de vierde ronde op het US Open van 2006. Ze verloor toen van Jelena Dementjeva. Dit resultaat evenaarde ze in 2009 op Roland Garros. Ook toen was de vierde ronde haar eindstation – ze verloor van Dinara Safina.
Rezaï was weinig actief in het dubbelspel.

## Posities op deWTA-ranglijst
Positie per einde seizoen:
| jaar | rang enkelspel | rang dubbelspel |
| ---- | -------------- | --------------- |
| 2004 | 497            | –               |
| 2005 | 189            | –               |
| 2006 | 49             | –               |
| 2007 | 80             | 850             |
| 2008 | 74             | 126             |
| 2009 | 26             | 861             |
| 2010 | 19             | 159             |
| 2011 | 113            | 359             |
| 2012 | 169            | –               |
| 2013 | 513            | 786             |
| 2014 | 887            | –               |
| 2015 | 900            | –               |

## Resultaten grandslamtoernooien
| Legenda | Legenda                          |
| ------- | -------------------------------- |
| g.t.    | geen toernooi gehouden           |
| l.c.    | lagere categorie                 |
| –       | niet deelgenomen                 |
| G       | uitgeschakeld in de groepsfase   |
| 1R      | uitgeschakeld in de eerste ronde |
| 2R      | uitgeschakeld in de tweede ronde |
| 3R      | uitgeschakeld in de derde ronde  |
| 4R      | uitgeschakeld in de vierde ronde |
| KF      | uitgeschakeld in de kwartfinale  |
| HF      | uitgeschakeld in de halve finale |
| F       | de finale verloren               |
| W       | het toernooi gewonnen            |
| w-v     | winst/verlies-balans             |

### Enkelspel
| toernooi        | 2005 | 2006 | 2007 | 2008 | 2009 | 2010 | 2011 | 2012 | 2013 |
| --------------- | ---- | ---- | ---- | ---- | ---- | ---- | ---- | ---- | ---- |
| Australian Open | –    | –    | 1R   | 3R   | 1R   | 2R   | 1R   | 1R   | –    |
| Roland Garros   | 2R   | 3R   | 1R   | 1R   | 4R   | 3R   | 1R   | 1R   | 1R   |
| Wimbledon       | –    | –    | 3R   | 1R   | 2R   | 2R   | 1R   | –    | –    |
| US Open         | –    | 4R   | 2R   | 2R   | 1R   | 2R   | 1R   | –    | –    |

### Vrouwendubbelspel
| toernooi        | 2006 | 2007 | 2008 | 2009 | 2010 | 2011 | 2012 | 2013 |
| --------------- | ---- | ---- | ---- | ---- | ---- | ---- | ---- | ---- |
| Australian Open | –    | 1R   | 1R   | –    | 1R   | –    | –    | –    |
| Roland Garros   | –    | 1R   | 3R   | 1R   | 2R   | 2R   | 1R   | 1R   |
| Wimbledon       | –    | 1R   | 2R   | 1R   | 2R   | 1R   | –    | –    |
| US Open         | 1R   | 1R   | 2R   | 1R   | 1R   | –    | –    | –    |

### Gemengd dubbelspel
| toernooi        | 2010 | 2011 |
| --------------- | ---- | ---- |
| Australian Open | –    | –    |
| Roland Garros   | –    | 1R   |
| Wimbledon       | –    | –    |
| US Open         | 2R   | –    |

## Palmares
| Legenda                | Legenda                  |
| ---------------------- | ------------------------ |
| Grandslamtoernooi      |                          |
| Olympische Spelen      |                          |
| Year-End Championships |                          |
| tot 2009               | 2009 – 2020 / vanaf 2021 |
| Tier I                 | Premier Mandatory        |
| Tier II                | Premier Five / WTA 1000  |
| Tier III               | Premier / WTA 500        |
| Tier IV & V            | International / WTA 250  |
|                        | Challenger / WTA 125     |

### WTA-finaleplaatsen enkelspel
| nr.              | finale     | toernooi                | ondergrond | tegenstandster    | score          |         |
| ---------------- | ---------- | ----------------------- | ---------- | ----------------- | -------------- | ------- |
| gewonnen finales |            |                         |            |                   |                |         |
| 1.               | 2009-05-23 | WTA Straatsburg         | gravel     | Lucie Hradecká    | 7-6, 6-1       | details |
| 2.               | 2009-11-08 | Tournament of Champions | hardcourt  | Marion Bartoli    | 7-5, opg.      | details |
| 3.               | 2010-05-16 | WTA Madrid              | gravel     | Venus Williams    | 6-2, 7-5       | details |
| 4.               | 2010-07-10 | WTA Båstad              | gravel     | Gisela Dulko      | 6-3, 4-6, 6-4  | details |
| verloren finales |            |                         |            |                   |                |         |
| 1.               | 2007-05-27 | WTA Istanbul            | gravel     | Jelena Dementjeva | 6-7, 0-3, opg. | details |
| 2.               | 2008-01-05 | WTA Auckland            | hardcourt  | Lindsay Davenport | 2-6, 2-6       | details |
| 3.               | 2011-08-27 | WTA Dallas              | hardcourt  | Sabine Lisicki    | 2-6, 1-6       | details |

### Gewonnen ITF-toernooien enkelspel
| nr. | finale     | toernooi           | dotatie | tegenstandster in finale | score         |
| --- | ---------- | ------------------ | ------- | ------------------------ | ------------- |
| 1.  | 2004-10-17 | Castel Gandolfo    | $10.000 | Anna Floris              | 3-6, 6-2, 7-5 |
| 2.  | 2004-10-24 | Settimo San Pietro | $10.000 | Liana-Gabriela Balaci    | 6-3, 6-4      |
| 3.  | 2005-03-20 | Rome               | $10.000 | Maria Penkova            | 6-2, 6-3      |
| 4.  | 2005-05-15 | Saint-Gaudens      | $50.000 | Stephanie Gehrlein       | 6-4, 2-6, 6-2 |
| 5.  | 2006-03-11 | Telde              | $25.000 | Magüi Serna              | 6-4, 6-1      |
| 6.  | 2006-11-26 | Poitiers           | $75.000 | Ivana Lisjak             | 7-60, 6-1     |
| 7.  | 2007-11-18 | Deauville          | $50.000 | Kirsten Flipkens         | 6-4, 6-3      |
| 8.  | 2012-07-22 | Contrexéville      | $50.000 | Yvonne Meusburger        | 6-3, 2-6, 6-3 |